# A Princesinha (1995)
A Princesinha (em inglês:  A Little Princess) é um filme de drama de 1995 dirigido por Alfonso Cuarón, estrelado por Liesel Matthews, Eleanor Bron, Liam Cunningham, e Vanessa Lee Chester. Ambientado durante a Primeira Guerra Mundial, ele se concentra em uma jovem que é relegada a uma vida de servidão em uma escola de Nova York pela diretora depois de receber a notícia de que seu pai foi morto em combate. Vagamente baseado no conto infantil A Little Princess de Frances Hodgson Burnett, a mesma autora de O Jardim Secreto, esta adaptação foi fortemente influenciada pela versão cinematográfica de 1939 e toma liberdades criativas com a história original.
O filme foi produzido pelos estúdios Baltimore Pictures e Warner Bros. Pictures. A direção de fotografia de Emmanuel Lubezki, o desenho de produção de Bo Welch, a direção de arte de Tom Duffield, a edição de Steven Weisberg e os efeitos especiais de Matt Farell, Alan E. Lorimer, Lambert Powell, Floyd Van Wey.
Devido à pobre promoção pela Warner Bros., o filme conseguiu em bilheteria menos do que seu orçamento. No entanto, o filme foi aclamado pela crítica e indicado a prêmios, como uma indicação que recebeu ao Oscar por suas realizações significativas na direção de arte e fotografia, entre outros aspectos de sua produção.

## Sinopse
1914, Simla, Índia. Sarah Crewe (Lisel Matthews) é uma garota inglesa que vivia feliz, apesar de ser órfã de mãe. Quando eclodiu a 1ª Guerra Mundial, seu pai, o capitão Crewe (Liam Cunningham), que pertencia ao exército inglês, tem que ir para a guerra. Porém antes vai a Nova York para deixar Sarah num luxuoso internato para moças, no qual a mãe dela já estudara e que é administrado agora com mão de ferro pela Srta. Minchin (Eleanor Bron). A Srta. Minchin fica incomodada com a criatividade de Sarah, que logo cativa a maioria das garotas. Um dia o Sr. Barrow (Vincent Schiavelli), o advogado do pai de Sarah, chega ao colégio para dizer que não haveria mais pagamentos, pois o pai de Sarah tinha morrido em combate. Minchin então faz Sarah trabalhar como uma criada, para pagar sua estada ali.

## Elenco
- Liesel Matthews .... Sara Crewe: Ela é enviada para viver em um internato, enquanto seu pai sai para lutar na guerra. Ela torna-se conhecida como um contadora de histórias e uma princesa.
- Liam Cunningham .... Capitão Crewe / Príncipe Rama
- Eleanor Bron .... Miss Minchin: Uma mulher egoísta, que obriga Sara para trabalhar como empregada e tenta incentivá-la que ela não é uma princesa, mas ela é visto mais tarde reduzida a um limpadora de chaminés desde que perdeu seu título atual e posição alta no final. Ela é a irmã mais velha de Amelia.
- Rusty Schwimmer .... Amelia Minchin
- Arthur Malet .... Charles Randolph
- Vanessa Lee Chester .... Becky
- Errol Sitahal .... Ram Dass
- Heather DeLoach .... Ermengarde
- Taylor Fry .... Lavinia
- Darcie Bradford .... Jesse
- Rachael Bella .... Betsy
- Alexandra Rea-Baum .... Gertrude
- Camilla Belle .... Jane
- Lauren Blumenfeld .... Rosemary
- Kelsey Mulrooney .... Lottie
- Kaitlin Cullum .... Ruth
- Alison Moir .... Princesa Sita
- Time Winters .... Frances (leiteiro)
- Lomax Study .... Monsieur Dufarge
- Vincent Schiavelli .... Mr. Barrow
- Pushpa Rawal .... Maya
- Rahi Azizi .... Laki
- Ken Palmer .... John Randolph
- Helen Greenberg .... Senhora com a flor
- Norman Merrill .... Doutor no hospital
- Peggy Miley .... Mabel (cozinheira)
- Robert P. Cohen .... Pai de Ermengarde
- Will Blomquist .... Menino rico na rua
- David Fresco .... Mendigo com fantasia na floresta
- Judith Drake .... Mulher na padaria
- Chris Ellis .... Policial
- Jonás Cuarón .... Chaminé-vassoura
- Jack Holland .... Soldado da infantaria
- Sandeep Walia .... Servo indiano

## Trilha sonora
Todas as faixas foram compostas por Patrick Doyle. Três das faixas apresentam solistas. O "Quinteto de Cordas em C maior Perger 108, MH 187" por Michael Haydn também é usado no filme. O filme também apresenta o New London Children's Choir.
1. "Ramayana: A Morning Raga" (2:03)
2. "Children Running" (0:53)
3. "Cristina Elisa Waltz" (3:03)
4. "The Miss Minchin School for Girls" (1:40)
5. "Knowing You by Heart" (2:32)
6. "Breakfast" (0:55)
7. "Letter to Papa" (1:38)
8. "Angel Wings" (1:07)
9. "False Hope" (2:05)
10. "The Trenches" (1:00)
11. "Crewe and the Soldier" (1:22)
12. "Alone" (1:19)
13. "The Attic" (2:00)
14. "On Another's Sorrow" — Catherine Hopper (1:16)
15. "The Shawl" (0:54)
16. "Tyger Tyger" (0:32)
17. "Compassion" (0:37)
18. "For the Princess" (1:38)
19. "Kindle My Heart" — Abigail Doyle (a filha do compositor) (3:00)
20. "The Locket Hunt" (3:02)
21. "Midnight Tiptoe" (1:13)
22. "I Am a Princess" (1:14)
23. "Just Make Believe" (1:33)
24. "Touched by an Angel" (1:43)
25. "Emilia Elopes" (1:38)
26. "The Escape" (2:58)
27. "Papa!" (2:32)
28. "The Goodbye" — Liesel Matthews (4:19)

## Recepção
Apesar de seu fracasso nas bilheterias, A Little Princess foi aclamado pela crítica; com base em 32 comentários a partir de 2012 que detém uma classificação de 97% 'Fresh' no Rotten Tomatoes, com o consenso, "Alfonso Cuarón adapta o romance de Frances Hodgson Burnett, com um grande senso de realismo mágico, vividamente recriar o mundo da infância, como visto através dos personagens."
Janet Maslin chamou o filme de "uma visão brilhante, bela e encantadoramente infantil", que "desenhar ao seu público para a realidade espirituosamente elevado de um conto de fadas" e "toma liberdades suficiente para re-inventar, em vez de de embalsamar assiduamente a história amada da senhorita Burnett". Ela conclui:
"A partir da enorme cabeça de uma divindade indiana, usado como um lugar onde histórias são contadas e as crianças brincam, à maneira ágil uma lágrima escorre do olho do Sara a uma carta lida por seu pai na chuva, A Little Princess foi concebido, encenado e editado com a graça especial. Menos um filme dos atores do que uma série de elaborados quadros vivos, ele tem uma eloquência visual que se estende bem além dos limites de sua história. Para ver Sara girando em êxtase em seu quarto no sótão em uma noite de neve, exultante com os sentimentos convocados por uma visão evocativa em uma janela próxima, é saber o quão encantador convincentemente um filme infantil pode ser."
Rita Kempley do The Washington Post chamou o filme "estréia norte-americana deslumbrante" de Cuarón e escreveu "requintadamente recria o mundo efêmero da infância, um reino encantado onde tudo, até mesmo faz-de-conta, parece possível....
Ao contrário da maioria mitologia roca, o filme não diz respeito ao despertar sexual da heroína, é mais parecido com a jornada do herói típico descrito pelo estudioso Joseph Campbell, Sarah, a criança adorada e mimada de um viúvo britânico rico, deve passar por uma série de testes, descobrindo, assim, suas forças internas."

## Prêmios
| Awards | Awards                                       | Awards | Awards    |
| Ano    | Prêmio                                       | Categoria | Resultado |
| ------ | -------------------------------------------- | --- | --------- |
| 1995   | Prémios Los Angeles Film Critics Association | Melhor Música[carece de fontes?] Melhor Design de Produção[carece de fontes?] Melhor Filme (2 º lugar)[carece de fontes?] Prémio Novs Geração (Alfonso Cuarón)[carece de fontes?]                                                  | Venceu    |
| 1996   | Oscar                                        | Melhor Direção de Arte e Cenário[carece de fontes?] Melhor Fotografia[carece de fontes?] | Indicado  |
| 1996   | Young Artist Award                           | Melhor Filme de Família - Drama[carece de fontes?] Melhor Atriz Jovem Protagonista - Longa-Metragem (Vanessa Lee Chester)[carece de fontes?] Melhor Atriz Jovem Protagonista - Longa-Metragem (Liesel Matthews)[carece de fontes?] | Indicado  |